# Trabajador doméstico

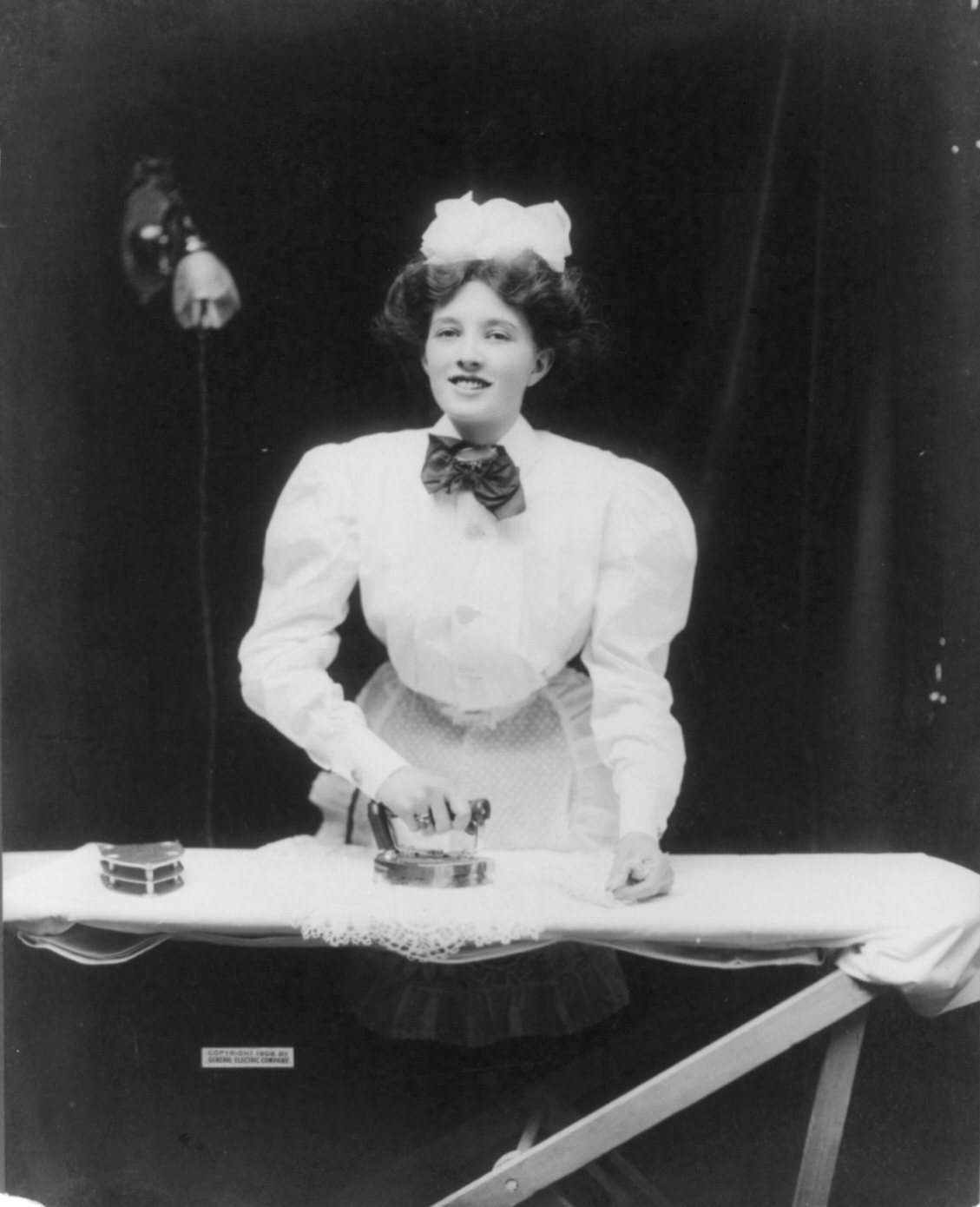
Trabajadora doméstica

Un trabajador doméstico o empleado doméstico es una persona que trabaja en el ámbito de una residencia. Los trabajadores domésticos pueden desempeñar distintas funciones, tales como: limpiadores, cuidadores, cocineros, niñeras, conductores, conserjes, etcétera para ayudar en la casa . Los trabajadores domésticos suelen tener malas condiciones laborales, tanto en salarios, horarios como falta de contratación legal, sin seguridad y salud laboral, sin derechos al seguro de desempleo y cotización para la seguridad social y la pensión de jubilación. En algunos casos se llega a condiciones de semiesclavitud. Incluso, en el caso de las mujeres corren el riesgo de ser víctimas de explotación y acoso sexual.

## Legislación internacional sobre trabajo doméstico

### Legislación de la Organización Internacional de Trabajo (OIT)
La Organización Internacional de Trabajo (OIT) señala como normas fundamentales:
- C-189 - Convenio n.º 189 sobre las trabajadoras y los trabajadores domésticos, de 2011.[9][10]
- R-201 - Recomendación n.º 201 Sobre el trabajo decente para las trabajadoras y los trabajadores que han ratificado numerosos países en relación con el trabajo doméstico, de 2011.[11][10]

## Trabajo doméstico asalariado y no asalariado
El trabajador o trabajadora de hogar es un trabajador remunerado que realiza las tareas domésticas del hogar, desde los actos organizativos de una casa o propiedad hasta la realización de cada una de las actividades domésticas, incluyendo cocinar, limpiar, hacer la colada, pudiendo hacer otras tareas.
En la mayoría de hogares las tareas domésticas habitualmente son realizadas por los propios moradores de la misma, tanto adultos como jóvenes y niños, sin embargo, tradicionalmente ha sido la mujer -considerada como ama de casa la que ha realizado la mayoría de tareas cuando no realizaba un trabajo externo remunerado y lo realizaba el hombre. Aunque actualmente las tareas se van compartiendo cada vez más entre todos los miembros convivientes del hogar, sigue siendo la mujer la que realiza el trabajo doméstico y el trabajo reproductivo -tanto cuando está contratada y por tanto es remunerado como cuando desempeña el papel de ama de casa y no es remunerado ni reconocido-. Esa realidad genera los conceptos de escaleras rotas y techo de cristal, brecha salarial, discriminación por sexo, etcétera.

## Historia

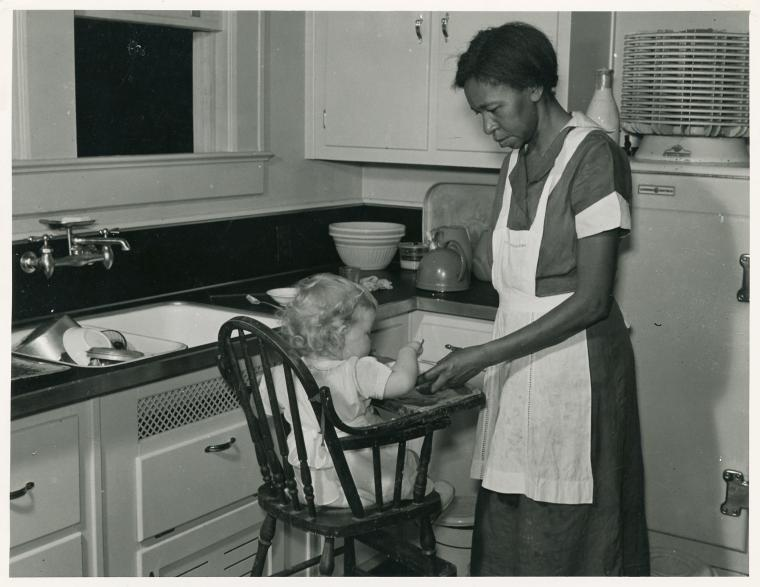
Trabajadora doméstica cuidando a un niño sentado en la trona, 1939, Atlanta, Georgia, Estados Unidos. En aquella época se denominaba a los trabajadores domésticos como criados.

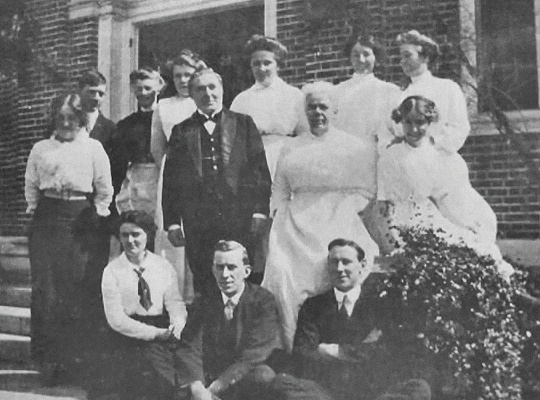
Trabajadores domésticos en los Estados Unidos en 1914

Históricamente, la labor doméstica ha estado vinculada a la esclavitud y a otras formas de servidumbre. En la actualidad, es un fenómeno mundial que perpetúa las jeraquías basadas en la raza, el origen étnico, la pertenencia a un grupo autóctono, la casta, el género y la nacionalidad.

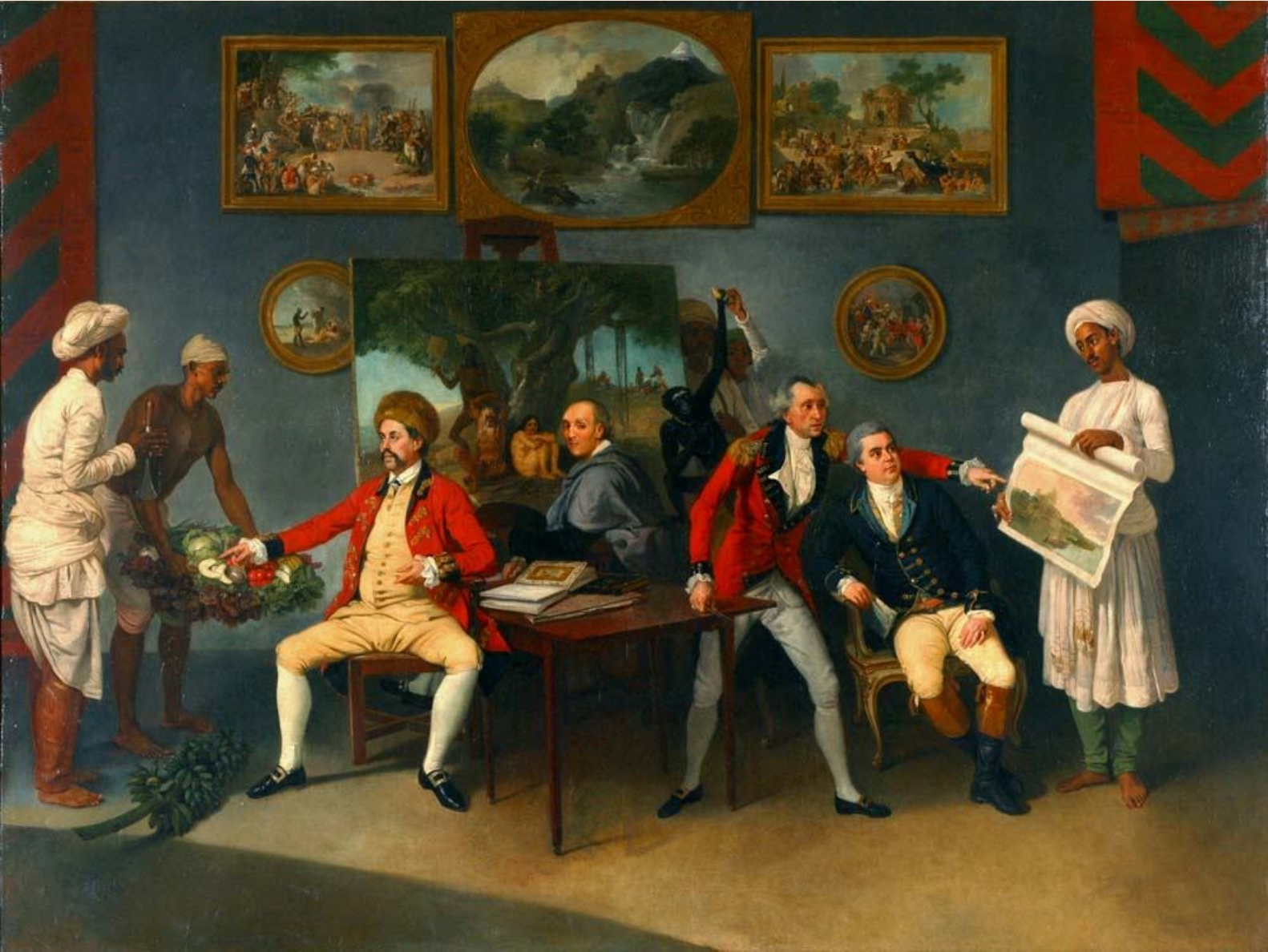
Antoine Polier, el general Claude Martin, John Wombwell, y Johann Zoffany, el pintor, rodeado de 3 sirvientes ante colección de arte de Polier, Lucknow (India), 1786.

Los trabajadores domésticos, a diferencia de los siervos y de los esclavos, reciben un salario, ya sea en especie (cama, alimentos, ropa), ya sea en metálico (retribución económica) o ambas cosas, y pueden renunciar a su trabajo. Esto último es relativo, ya que los trabajadores domésticos carecen, la mayoría de las veces, de bienes con los que emprender una vida independiente. En el caso de los trabajadores domésticos emigrantes, sus derechos se hallan muy restringidos, al estar sometidos al permiso de trabajo o permiso de residencia y visas.[cita requerida]
El colectivo de los trabajadores domésticos ha estado muy alejado de las mejoras en las condiciones de trabajo conseguidas por el movimiento sindical y obrero (retribución digna, contrato de trabajo, cotizaciones por parte del empleador, horarios reconocidos, derecho al desempleo, reconocimiento de pensión y otros).[cita requerida]

### Trabajo doméstico especializado
Históricamente el trabajo doméstico se sirvió de un sistema de aprendices, y permitía a los trabajadores un avance a través de los rangos jerárquicos. Sin embargo, también era arriesgado, en especial con las mujeres, ya que no existía protección de los empleadores inescrupulosos y otros miembros de la familia, en especial la explotación sexual.
En las grandes mansiones, existían un gran número de trabajadores domésticos realizando diferentes tareas, como parte de una jerarquía elaborada. En Gran Bretaña, este sistema tuvo su auge a finales de la época victoriana, tornándose en un sistema rígido y complicado durante el período eduardiano, reflejando la limitada movilidad social de la época. En Estados Unidos ocurrió durante la Edad Dorada.
A diferencia de las grandes mansiones, en muchas casas de las familias pertenecientes a la clase media el número de trabajadores domésticos es reducido, siendo solamente uno en la mayoría de ocasiones.

## Los trabajadores domésticos ensigloXXyXXI

### Factores que influyen en la oferta y demanda de trabajadoras domésticas
El incremento de la demanda de servicios domésticos tiene múltiples factores: cambios demográficos como la disminución de la población en condiciones de esclavitud, semiesclavitud y pobreza que reduce el número de personas disponible para estos trabajos, también envejecimiento de la población que demanda más servicios, y la emancipación de la mujer y su incorporación en la fuerza del trabajo impidiendo que desempeñe las tareas que habitualmente realizaban las amas de casa, por la dificultad de compaginar la vida laboral y la familiar, la ausencia de servicios públicos y servicios sociales estatales que cubran las necesidades domésticas -sobre todo las requeridas por niños, ancianos, enfermos y discapacitados-, la feminización de las migraciones internacionales y el envejecimiento de las sociedades.
Otros factores han contribuido a disminuir la demanda de empleadas del hogar: la mecanización, robotización y domotización de muchas tareas domésticas que ha disminuido, en general, el tiempo que hay que dedicar a estas tareas; el suministro de agua corriente y agua caliente, electricidad, gas y otros combustibles y la incorporación de materiales más duraderos y fáciles de limpiar, que han reducido parte del trabajo desarrollado para conseguir agua, calentar agua, lavar, cocinar, etcétera. También influye el nuevo reparto de tareas en la que participan todos los que habitan la vivienda, aunque aún de manera muy desigual.

### Emigración del medio rural al urbano
Los trabajadores domésticos trabajan en su país de origen o pueden emigrar, en busca de empleo, a otros.

### Emigración internacional
Muchos trabajadores domésticos son emigrantes de países menos desarrollados que, ante la falta de trabajo en las ciudades y en algunos casos directamente del medio rural, buscan un trabajo en países que ofrecen, a priori, mejores condiciones económicas y oportunidades laborales en el mercado de trabajo en general o como trabajadores domésticos.
En muchos países, se importan trabajadores domésticos del extranjero, especialmente de países pobres a través de agencias de reclutamiento; en parte, porque los nacionales no están obligados o prefieren este tipo de trabajo en particular, dificultando la explotación de trabajos. Estos incluyen países de Oriente Medio, Hong Kong, Singapur, Malasia y Taiwán. En la mayoría de estos países, la cantidad de trabajadores domésticos alcanza los cientos de miles. En Arabia Saudita existen al menos un millón de trabajadores domésticos.
Los trabajadores domésticos provienen de Filipinas, Tailandia, Indonesia, India, Bangladés, Pakistán, Sri Lanka y Etiopía. También Taiwán importa trabajadores domésticos de Vietnam y Mongolia.
En general, buena parte de los emigrantes de países pobres, acaba como trabajador/a doméstico/a, principalmente de países de América Latina, África, Asia y también de Europa.

## Tareas domésticas
Los trabajadores domésticos tienen como principal tarea cuidar el hogar y a sus miembros. Entre las tareas específicas se encuentran el lavado, el planchado, la compra de alimentos, acompañar al jefe de la familia a los almacenes, cocinar alimentos y la limpieza de la casa. También realizan mandados y pasean al perro de la familia. Para muchos trabajadores domésticos, una gran parte de su labor reside en el cuidado de los niños. Si existen personas mayores o discapacitadas en la casa, los trabajadores domésticos cuidan de ellos.

## Condiciones laborales
Dependiendo de la legislación y normativa de cada país pueden existir variaciones. 

### Contrato, afiliación, alta y baja en la seguridad social y régimen laboral
Es obligatoria la firma del contrato de trabajo, alta y bajas en la seguridad social y realizar las comunicaciones a los servicios nacionales correspondientes. Asimismo la finalización del contrato. Se considera relación laboral del servicio del hogar familiar la que conciertan el empleador (normalmente el titular del hogar o domicilio) con el trabajador o empleado doméstico. En el contrato deberá figurar si es indefinido a tiempo completo, indefinido a tiempo parcial, temporal a tiempo completo o temporal a tiempo parcial. En su defecto el contrato de trabajo se presumirá concertado por tiempo indefinido y a jornada completa.

### Cotización a la Seguridad Social y Salarios mínimos
Dependiendo del país se establecen unas cotizaciones relacionadas con el tiempo de trabajo y el salario correspondiente que puede estar regulado.

### Tiempo de trabajo
La jornada máxima semanal de carácter ordinario será la que se establezca en la legislación de cada país. Suele ser una máxima de cuarenta horas de trabajo efectivo. Los empleados de hogar tienen derecho a un descanso semanal. El trabajador tendrá derecho al disfrute de fiestas y permisos. El período de vacaciones anuales será el establecido en cada país, siendo la regla los treinta días naturales, que podrá fraccionarse en dos o más periodos, si bien al menos uno de ellos será, como mínimo, de quince días naturales consecutivos. Las fechas deberán ser conocidas con dos meses de antelación al inicio de su disfrute.

### Seguro de desempleo
La legislación de cada país establecerá la cuantía del seguro de desempleo para que se pueda cobrar por los trabajadores domésticos cuando estos finalicen su contrato o sean despedidos teniendo en cuenta el tiempo de cotización.

### Trabajadores internos: hospedaje y uniforme
Históricamente los trabajadores domésticos vivían en los hogares de sus empleadores. La evolución social ha reducido en buena medida esta circunstancia que todavía permanece para el cuidado de ancianos, en grandes mansiones y en algunos países subdesarrollados. Vivir en casa del empleador en principio facilitaba techo y alimentos pero, en muchas ocasiones, se convertía en el único pago o recompensa al trabajador doméstico, sobre todo cuando eran niños o niñas o adolescentes ya que en ocasiones sufrían acoso y abuso sexual que aún hoy las trabajadoras del hogar siguen sufriendo.
En los domicilios urbanos las trabajadoras domésticas internas han llegado a dormir en la cocina, en cuartos sin ventana ni ventilación -destinados a otros fines- o en habitáculos ajenos a la vivienda principal, normalmente localizados en el sótano o en el ático. Las condiciones de trabajo de las trabajadoras internas, en muchos casos, rozan la esclavitud.
La exigencia de que el trabajador doméstico use un uniforme u otra indumentaria específica por parte del empleador puede o no existir, según la costumbre de cada país y de cada sector social. Si se les requiere uniforme, este es por lo general simple, y tiene orígenes en el siglo XIX y comienzos del siglo XX. Las empleadas por lo general usan un traje de sirvienta, consistente en un vestido largo, simple de color oscuro y con un delantal; o con un conjunto de falda negra y blusa blanca o bien pueden llevar una bata y un delantal; y zapatos negros. En el caso de los sirvientes varones y mayordomos consiste en un traje simple, con una camisa blanca, en ocasiones con una corbata, también pueden llevar una bata.

## Controversias: explotación laboral, acoso laboral y abuso sexual
Se estima que hay unas ochocientas mil mujeres empleadas en los Estados Unidos como trabajadoras domésticas, muchas de las cuales son subestimadas y víctimas de acoso laboral y abuso sexual, mal remuneradas, y cuyo producto laboral resulta difícil de valorar por los economistas. A diferencia de los lugares de empleo tradicionales—que gozan de oficiales directivos, varios empleados y regulaciones gubernamentales obligatorias—las empleadas en una residencia doméstica carecen de dichos beneficios. Los dueños de la casa suelen mandar al trabajador doméstico con impunidad. A menudo, ello se traduce en días laborales sin descanso y poco tiempo libre. Ni los derechos civiles ni el movimiento obrero del siglo XX han logrado mejorar las condiciones de los trabajadores domésticos, la mayoría de los cuales persisten excluidos de muchos beneficios y protecciones gubernamentales.

## Legislaciones nacionales sobre trabajo doméstico

### Contrato de trabajo doméstico en Argentina
El contrato de trabajo doméstico en la Argentina tiene una regulación laboral específica denominado “Régimen especial de contrato de trabajo para el personal de casas particulares” que fue aprobado por la ley 26.844 del 2013. Esta ley reemplazó al estatuto especial anterior establecido por el decreto-ley 326/56 y el decreto 7.979/56 que regían desde 1956. En atención a las particulares condiciones en que se ejecuta el trabajo doméstico, se lo ha excluido totalmente de la normativa laboral general del Régimen de Contrato de Trabajo aprobado por la Ley 20744 del año 1974.

### Empleados del hogar en España
Los trabajadores domésticos en España se rigen por el Real Decreto 1620/2011, de 14 de noviembre por el que se regula la relación laboral de carácter especial del servicio del hogar familiar (BOE-A-2011-17975), en vigor a partir del 1 de enero de 2012. y por el Real Decreto-ley 29/2012, de 28 de diciembre, de mejora de gestión y protección social en el Sistema Especial para Empleados de Hogar y otras medidas de carácter económico y social que modifica la obligatoriedad de alta por el empleador en el caso de trabajar menos de 60 horas mensuales a partir del 1 de abril de 2013. Los colectivos de empleadas de hogar consideran que el RD 29/2012 supone un gran retroceso en sus derechos; además denuncian que España no ha ratificado el Acuerdo de 2011 de OIT sobre condiciones de trabajo de las empleadas de hogar.
La sentencia de 24 de febrero de 2022 del Tribunal de Justicia de la Unión Europea(TJUE) consideró que se discrimina a las empleadas del hogar al negarles el derecho al paro. Las trabajadoras del hogar son el único sector de trabajadores sin acceso a esta protección social básica lo que aumenta la precariedad y la pobreza. Los magistrados del TJUE concluyen que la negativa del sistema legal en España, que rechaza al acceso al desempleo a más de 378.805 personas -que en esa fecha cotizan en el régimen especial de empleados de hogar, la gran mayoría mujeres y muchas otras sin contrato-, es contrario a la Directiva europea de igualdad de trato entre hombres y mujeres en materia de Seguridad Social.

### Trabajadoras del hogar en Perú
En el Perú, el trabajo doméstico en domicilios o residencias privadas es realizado mayoritariamente por mujeres, quienes desempeñan tareas cuidado de niños y adulto mayor, aseo, cocina, limpieza, etc. El trabajo doméstico remunerado se rige por la Ley n°. 31047, Ley de Trabajadoras del Hogar, aprobada el 1 de octubre del 2020 en el Pleno Mujer del Congreso de la República y derogando la anterior Ley n°. 27986 que brindaba la mitad de derechos.
La Ley se aprobó en el marco de la pandemia por el Covid 19, con el fin de regular las relaciones laborales de las personas trabajadoras del Hogar. Su reglamento fue publicado en abril del 2021.
Esta Ley establece, por primera vez en el Perú, que las trabajadoras deben contar con un contrato de trabajo escrito y firmado por el empleador y registrado en el Ministerio de Trabajo y Promoción del Empleo. También decreta el derecho a dos gratificaciones anuales, una por Fiestas Patrias y otra por Navidad, cada una equivalente a un sueldo. Además, se goza de un mes de vacaciones y compensación por tiempo de servicio completa por año de servicios realizados.
En tal sentido, esta Ley equipara el régimen de las trabajadoras del hogar al régimen laboral del sector privado. Aun así, para el 2023 solo el 6% de las trabajadoras del Hogar afirmaban tener un contrato. Además, se propuso en 2023 un proyecto de ley para establecer el sistema nacional de cuidados, que no fue aprobado por el Congreso.
Un estudio realizado por la OIT revela que una gran mayoría del país desconoce o conoce poco sobre la ley del sector. La informalidad y la poca valoración son dos de los principales problemas.
Entre marzo y abril de 2023, Ipsos Perú efectuó un estudio nacional por encargo de la Organización Internacional de Trabajo (OIT) para conocer el perfil de las trabajadoras del hogar en el país, así como el conocimiento de los ciudadanos sobre la norma. El resultado precisó que un 96% de personas que trabajan en el sector son mujeres, el 34% son migrantes, el 33% del interior del país y el 1% del extranjero. Asimismo, el 85% pertenece a los niveles socioeconómicos C y D, y su edad promedio es de 41 años. Según la Encuesta Nacional de Hogares de 2020, efectuada por el Instituto de Estadística e Informática INEI, en el Perú hay 244,726 trabajadoras del hogar.

### Tipos de trabajadores domésticos
| - ama de llaves - au pair - camarero - chófer - cocinero | - cuidador - guarda - guardia de seguridad - institutriz - jardinero | - mayordomo (criado) - niñera - sirvienta - vigilante |